# Campionati francesi di sci alpino 1962
I Campionati francesi di sci alpino 1962 si disputarono a Chamrousse; furono assegnati i titoli di slalom gigante e slalom speciale, sia maschili sia femminili, mentre le discese libere e le combinate furono cancellate.

## Risultati
| Specialità      | Uomini       | Donne               |
| --------------- | ------------ | ------------------- |
| Slalom gigante  | Guy Périllat | Annie Famose        |
| Slalom speciale | Guy Périllat | Christine Goitschel |